# Meinrad Tiefenthaler
Meinrad Tiefenthaler (* 21. März 1902 in Frastanz; † 21. August 1986 in Gurtis) war ein österreichischer Historiker und Archivar.

## Leben
Meinrad Tiefenthaler, Sohn des Tischlermeisters Josef Tiefenthaler, Maturant am Bundesgymnasium Feldkirch, nahm in der Folge die Studien der Geschichte, Germanistik und Volkskunde an der philosophischen Fakultät der Universität Innsbruck auf, bevor er 1926 zum Dr. phil. promoviert wurde. Zu Beginn seiner beruflichen Laufbahn bekleidete Tiefenthaler eine wissenschaftliche Assistenzstelle bei Adolf Helbok am Institut für alpenländische Siedlungs- und Heimatkunde in Innsbruck. Im Anschluss absolvierte er eine Archivausbildung bei Otto Stolz am Landesregierungsarchiv Innsbruck.
Mit 1. Mai 1928 trat Meinrad Tiefenthaler ins Vorarlberger Landesarchiv ein, zunächst als Vertragsangestellter, ab 1. März 1930 als Unterlandesarchivar sowie ab 1. Juli 1937 als Landesarchivar. Im Mai 1939 wurde Tiefenthaler in der Nachfolge von Viktor Kleiner die Leitung des Landesarchivs übertragen, die er – unterbrochen von seinem Kriegsdienst in den Jahren 1943 bis 1945 – bis zu seinem krankheitsbedingten Eintritt in den Ruhestand im Jahr 1963 innehatte. Zusätzlich leitete Meinrad Tiefenthaler von 1946 bis 1953 das Vorarlberger Landesmuseum. Ihm folgte Elmar Vonbank nach.
Zudem wirkte der 1948 zum Landesoberarchivrat ernannte Meinrad Tiefenthaler als Redakteur verschiedener Zeitschriften, so der „Alemannia“ und der „Heimatkundlichen Mitteilungen“, deren erstes Nachkriegsheft er 1949 herausbrachte. 1946 gründete Tiefenthaler die Zeitschrift „Montfort“, die „Vierteljahresschrift für Geschichte und Gegenwart Vorarlbergs“, die er auch redigierte. Darüber hinaus arbeitete Meinrad Tiefenthaler in zahlreichen landeskundlichen Vereinen mit, so im „Bodensee-Geschichtsverein“, dem er von 1955 bis 1959 als Präsident vorstand und der ihn 1968 zum Ehrenmitglied ernannte.
Meinrad Tiefenthaler – Verfasser von insgesamt 69 historischen Abhandlungen, speziell zur Landesgeschichte Vorarlbergs – erwarb sich als Archivar besondere Verdienste um die Erschließung zahlreicher wichtiger Quellen, Rettung der Archive und Bibliotheken von aufgehobenen Klöstern sowie die Modernisierung des Landesarchivs.

## Schriften
- Die Besitzverhältnisse St. Gallens in Vorarlberg bis zum XIII. Jahrhundert, Dissertation, 1926
- Der Bregenzer Faschingsritt nach Mehrerau, In: Vorarlberger Volksblatt, 1934
- Die erste Natural-Rekrutenstellung Vorarlbergs 1771-1773, In: Vorarlberger Volksblatt, 1935
- Die Industrie Vorarlbergs von der Mitte des 17. bis zur Mitte des 19. Jahrhunderts, In: Vorarlberger Volksblatt, 1937
- Ueber die Montafoner Freiheiten und den Viehmarkt in Schruns, Vorarlberger Landesarchiv, 1937
- Die Vorarlberger Musterrolle von 1621, Oechelhäuser, 1940
- Von der Jagd, Wilderern und wilden Tieren im Vorarlberger Oberland vom: 16. bis zum 19. Jahrhundert, Teutsch, 1941
- Die Vorarlberger Eidgenossenschaft von 1391, in: Schriften des Vereins für Geschichte des Bodensees und seiner Umgebung, 70. Jg. 1951, S. 19–33 (Digitalisat)
- Schulden und Wucher im Vorarlberger Oberland im 17. Jahrhundert, In: Montfort 6, 1951/52
- Geschichtliche Beziehungen zwischen Vorarlberg und den übrigen Bodenseeländern, in: Schriften des Vereins für Geschichte des Bodensees und seiner Umgebung, 71. Jg. 1952, S. 85–100 (Digitalisat)
- Stadt und Land Vorarlberg in früherer Zeit, in: Schriften des Vereins für Geschichte des Bodensees und seiner Umgebung, 72. Jg. 1953–1954, S. 39–54 (Digitalisat)
- Die Grenzbeschreibungen im Urbar der Herrschaft Bludenz und Sonnenberg von 1608 bis 1618, In: Montfort 7, 1955
- Feldkirch und sein Verkehr, in: Schriften des Vereins für Geschichte des Bodensees und seiner Umgebung, 73. Jg. 1955, S. 123–136 (Digitalisat)
- Vorarlberg, 1809: ein Kampf um Freiheit und Selbständigkeit, Land Vorarlberg, 1959
- Hexen und Hexenwahn in Vorarlberg, in: Schriften des Vereins für Geschichte des Bodensees und seiner Umgebung, 80. Jg. 1962, S. 29–39
- Feldkirch und sein Verkehr, In: Montfort 20, 1968